# Anthaxia facialis
Anthaxia facialis es una especie de escarabajo del género Anthaxia, familia Buprestidae. Fue descrita científicamente por Erichson en 1843.